# Käthe Kollwitz
  Käthe Kollwitz    (Königsberg, 8 de juliol de 1867 - Moritzburg, 22 d'abril de 1945) fou una pintora, gravadora i escultora expressionista alemanya.

## Estil artístic
Les seues pintures, aiguaforts i litografies, d'estil expressionista, són escenes d'alt contingut social en què reflecteix la profunda misèria dels barris portuaris i dels obrers de les grans ciutats i del camp, en les quals mostra el dolor i la necessitat, i també la solidaritat i la resistència. La seva obra se sol agrupar en cinc grans cicles: Vaga dels teixidors (1897), Guerra dels camperols (1903-1908), La guerra, Proletariat i Mort. Algunes peces remarcables són L'obrera (1906), Els presoners (1908), Les mares (1921-1922)...
Deixà la pintura per aplicar-se a tècniques més econòmiques, que facilitarien la reproducció i difusió de la seva obra gràfica. Així, fou autora d'una sèrie de cartells, pòsters i làmines a carbó de temes pacifistes, entre els quals ¡Guerra a la guerra! (1923), Pa! (1924), o Mai més Guerra (1924), per la qual cosa esdevingué una icona antibel·licista.
S'interessà per l'escultura i va realitzar obres centrades en la problemàtica de la maternitat, entre les quals, Mare amb dos fills (1936) i una ‘pietat̠’ː Mare amb el seu fill mort (1937 o 38).
Va fer de professora a la Künstlerinnenschule (Escola d'Art Femenina) de Berlín, on ensenyava gravat i dibuix al natural. Fou fundadora de la Unió Artística Femenina (1913), i va ser la primera dona membre de l'Acadèmia Prussiana de les Arts (1919), de la qual fou expulsada amb l'arribada del nazisme. Juntament amb una seixantena d'altres artistes fundà el 1898 la Berliner Sezession (Secessió de Berlín), un moviment artístic que rebutjava els estàndards de l'art acadèmic aleshores imperant, i acceptava dones com a membres de ple dret. Tant per la seva posició en l'avantguarda artística com per la seva ideologia socialista i la seva denúncia de les condicions de misèria dels treballadors o les crueltats de la guerra, va ser perseguida pels nazis.
Kollwitz va ser l'última gran artista expressionista i la més eminent artista gràfica alemanya de la primera meitat del segle xx.

## Escrits
- Die Tagebücher 1908-1943. Jutta Bohnke-Kollwitz. Siedler, Berlín, 1989, ISBN 3886802515; Neuausgabe btb, Múnic, 2007, ISBN 9783442736836.
- Briefe an den Sohn 1904-1945. Berlín, 1992, ISBN 3886802507.
- Aus meinem Leben. Ein Testament des Herzens. Friburg/Basilea/Viena, 1992. ISBN 3451041057; ISBN 3451057573.
- Mein Mann Karl Kollwitz (1942), Berlín, 1989.

## Llegat i memòria
Hi ha dos museus dedicats exclusivament a la seva obra, un a Colònia, obert el 1985, i un altre a Berlín, l'any següent.
Diverses escoles, instituts i centres de formació professional d'arreu del país -a les ciutats de Weimar, Hannover, Offenbach, Esslingen, Kiel, Plauen, Dortmund-...- porten el nom de Käthe Kollwitz en honor seu. Al maig de 2019 van contribuir a erigir un bust de l'artista al memorial Walhalla de Donaustauf, al costat del d'altres importants personalitats alemanyes.

## Galeria d'imatges

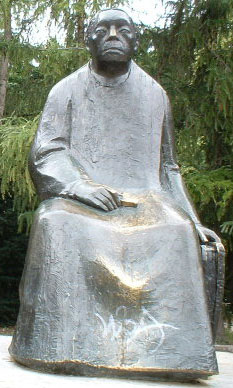
Estàtua de Käthe Kollwitz a Berlín
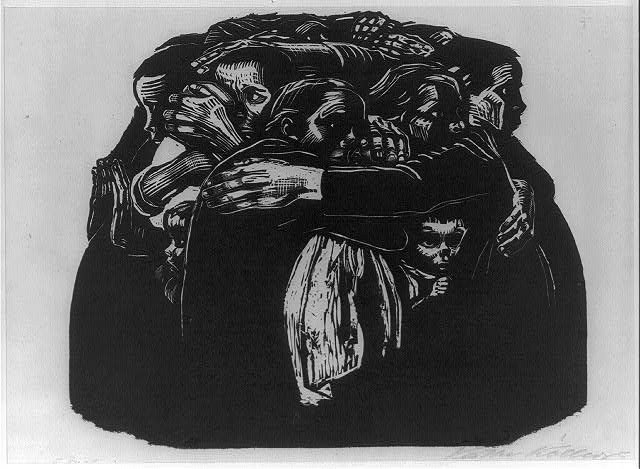
Les mares. Xilografia (1922)
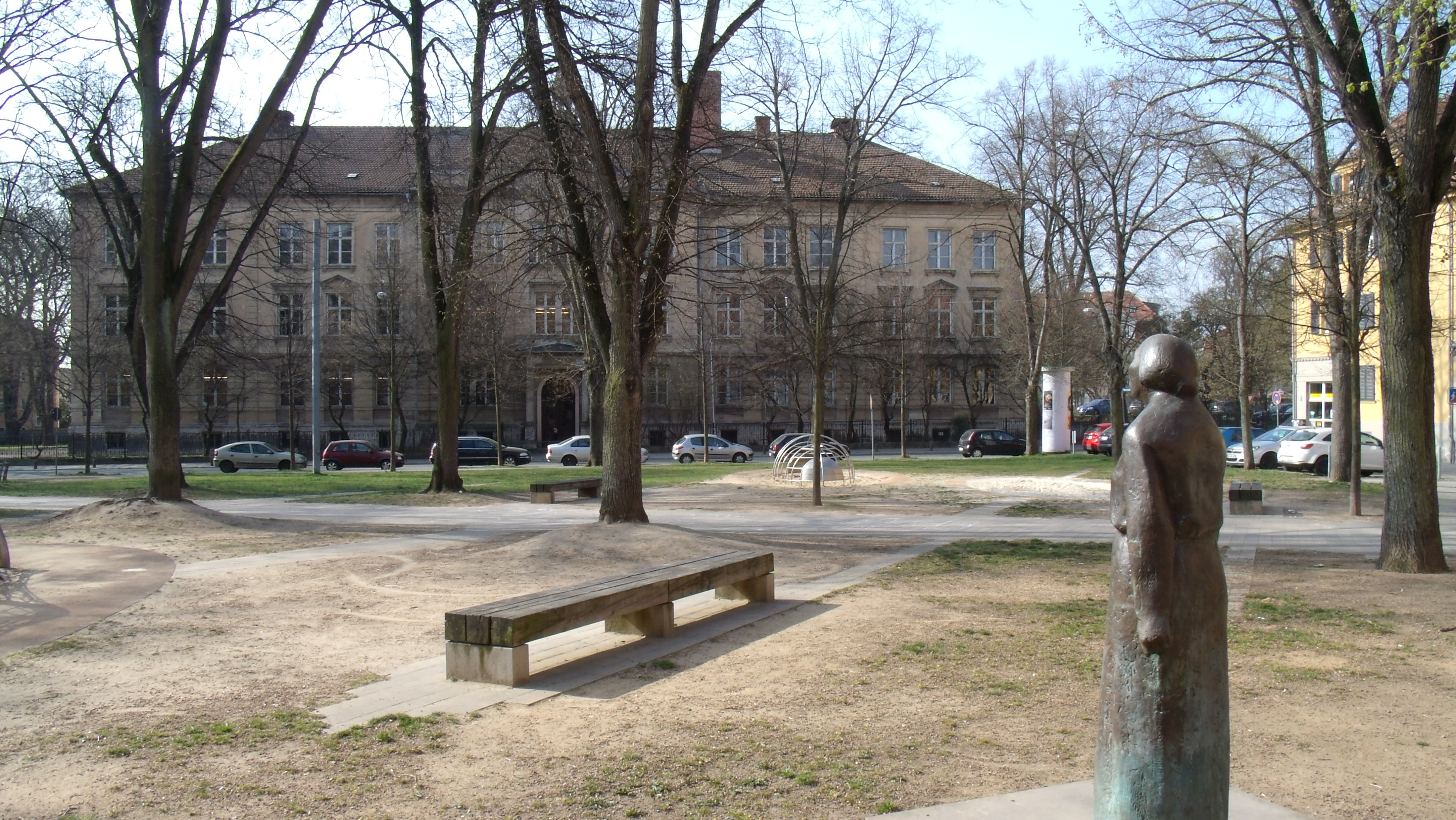
Käthe-Kollwitz-Schule, a Weimar
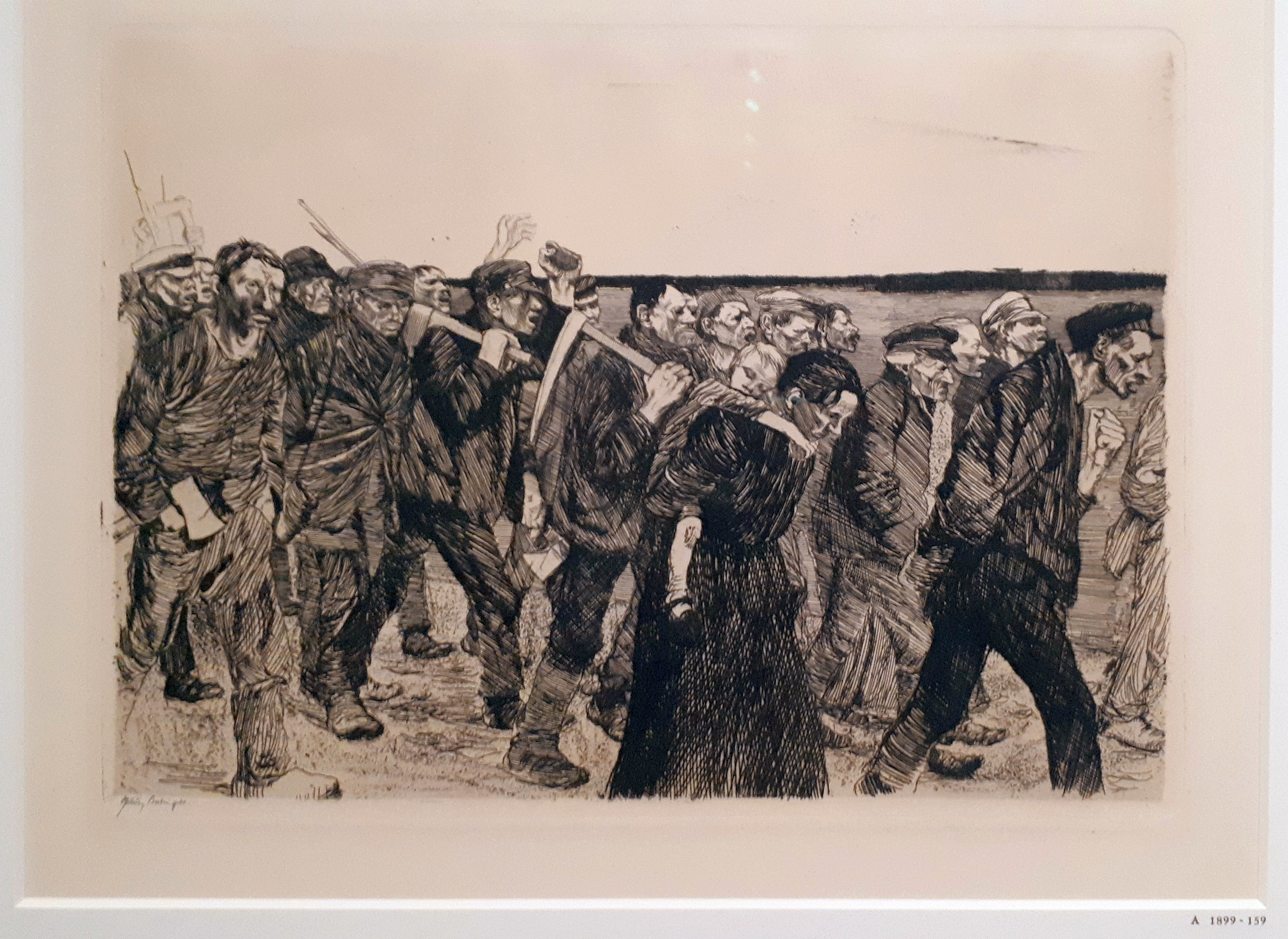
Una rebel·lió de teixidors. Gravat (1893-1897)
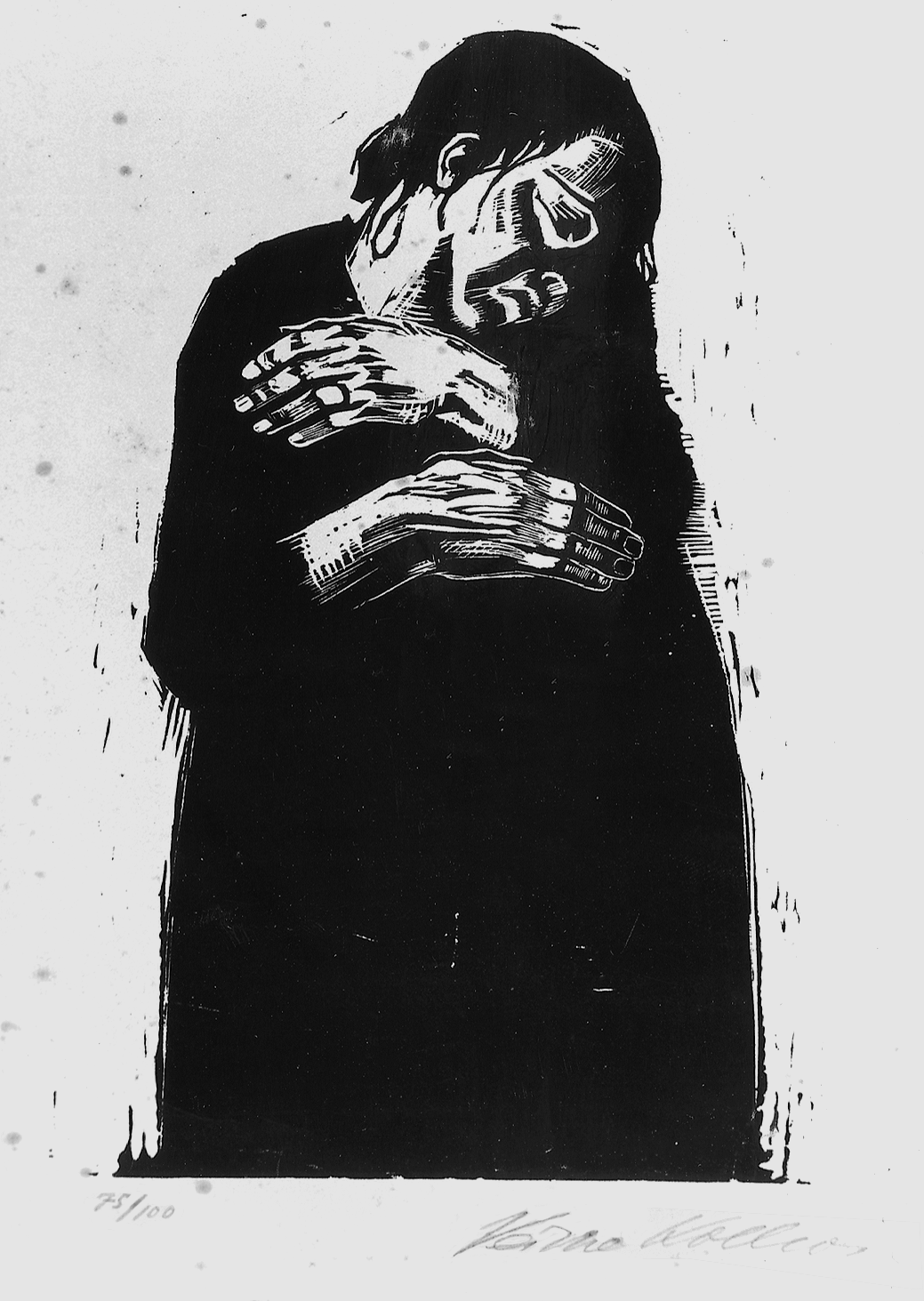
La Viuda I (1922-23), xilografia de la Collecció Mario de Andrade, a l'Instituto de Estudios Brasileiros